# Losna
Losna nella mitologia etrusca è la divinità della luna, anche associata con il mare e le maree. 
Risulta essere molto simile alla dea marina Leucotea, appartenente alla mitologia greca.